# Al-Zaynah
Al-Zaynah (tiếng Ả Rập: الزينة, cũng đánh vần Zeineh) là một ngôi làng Syria nằm trong Tiểu khu Masyaf ở quận Masyaf, nằm ở phía tây Hama. Theo Cục Thống kê Trung ương Syria (CBS), al-Zaynah có dân số 983 trong cuộc điều tra dân số năm 2004. Cư dân của nó chủ yếu là Alawites.
Vào khoảng đầu thế kỷ 20, Sulayman al-Wahhish của Qardaha, ông nội của Hafez al-Assad và ông cố của Bashar al-Assad, đã hòa giải một cuộc tranh chấp giữa hai gia đình chính của Zaynah khi Muhammad Bey Junayd không thể biết đến.